# KFC Uerdingen 05
Krefelder Fußballclub Uerdingen 05 é uma agremiação esportiva alemã, fundada a 17 de novembro de 1905, sediada em Krefeld, no estado da Renânia do Norte-Vestfália. Atualmente joga a 3. Liga, a terceira divisão nacional.
Na temporada 2010–2011 foi campeão da Verbandsliga Niederrhein, um dos grupos da sexta divisão do futebol alemão. Trata-se do antigo e histórico SC Bayer 05 Uerdingen.

## História
Foi criado com o nome de FC Uerdingen 05. Em 1953, a sociedade, após cinquenta anos, se uniu ao Werkssportgruppe Bayer AG Uerdingen, agremiação esportiva dos trabalhadores da indústria farmacêutica Bayer, assumindo a denominação de FC Bayer 05 Uerdingen. A parceria terminou em 1995, porque a empresa decidiu retirar o investimento na equipe futebolística. A Bayer sustenta ainda hoje apenas as seções não futebolísticas do SC Bayer 05 Uerdingen.
O Uerdingen jogou os seus primeiros anos nas ligas menores regionais. Nos anos 1960 passou à  Amateurliga Niederrhein (III). Em 1971, conquistou o acesso à Regionalliga West (II) e, em 1975, ao chegar ao segundo lugar, foi promovido à  Bundesliga, mas foi rebaixado depois de um ano de permanência na máxima série. Após três anos na Zweite Bundesliga Nord, o clube retornou à Bundesliga, em 1979, para cair na temporada 1980–1981.
Os anos 1980 foram os melhores para a história do clube. Retornou à máxima série, em 1983, venceu a Copa da Alemanha, em 1985, ao bater o Bayern de Munique por 2 a 1, e terminou o campeonato no terceiro lugar, melhor apresentação da equipe em sua história, na temporada 1985–1986.
Histórica também foi a vitória nas quartas de final da Recopa, temporada 1985–1986 contra o Dynamo Dresden. Após ser derrotado por 2 a 0 na Alemanha Oriental, o time perdia no primeiro tempo por 3 a 1, mas no segundo tempo, o Uerdigen cumpriu um autêntico ato de superação ao vencer a partida por 7 a 3, passando de fase. Foi eliminado, todavia, na semifinal pelo Atlético de Madrid com duas derrotas. 1 a 0 e 3 a 2.
Na década de 1990, o clube alternou suas participações entre a primeira e a segunda divisão. Os resultados decepcionantes induziram a Bayer a retirar o apoio à equipe que a partir daquele momento começou a sofrer as dificuldades financeiras que a afligem ainda, tanto que na temporada 2004-2005 da Regionalliga Norte, a DFB rebaixou a equipe para a Oberliga Nordrhein (IV), na qual militou até a temporada 2007-2008, quando desceu à Verbandsliga Niederrhein. Na temporada 2010-2011, sagrou-se campeão desta divisão, subindo para a 5° Liga. 
Manda seus jogos no Grotenburg Stadion, com capacidade para 34.500 torcedores.

## Títulos
- Copa da Alemanha: 1984-1985;
- Copa Intertoto: 1988, 1990, 1991, 1992;
- Semifinal da Recopa: 1985-1986;
- DFB Indoor Cup: 1988;
- Verbandsliga Niederrhein: 2010-2011;

### Categorias de base
- Campeão Alemão Sub-19: 1987;
- Campeão Alemão Sub-17: 1987;

## Galeria dos escudos

Até 1953
1953 a 1980
1980 a 1987
1987 a 1995
1995 a 1996
1997 a 2015

## Cronologia recente
A recente performance do clube:
| Temporada | Divisão                      | Módulo | Posição            |
| 1974/75   | 2° Bundesliga                | II     | 2° ↑               |
| 1975-76   | Bundesliga                   | I      | 18° ↓              |
| 1976-77   | 2° Bundesliga                | II     | 4°                 |
| 1977-78   | 2° Bundesliga                | II     | 7°                 |
| 1978-79   | 2° Bundesliga                | II     | 2° ↑               |
| 1979-80   | Bundesliga                   | I      | 15°                |
| 1980-81   | Bundesliga                   | I      | 18° ↓              |
| 1981-82   | 2° Bundesliga                | II     | 12°                |
| 1982-83   | 2° Bundesliga                | II     | 3° ↑               |
| 1983-84   | Bundesliga                   | I      | 10°                |
| 1984-85   | Bundesliga                   | I      | 7°                 |
| 1985-86   | Bundesliga                   | I      | 3°                 |
| 1986-87   | Bundesliga                   | I      | 8°                 |
| 1987-88   | Bundesliga                   | I      | 11°                |
| 1988-89   | Bundesliga                   | I      | 13°                |
| 1989-90   | Bundesliga                   | I      | 14°                |
| 1990-91   | Bundesliga                   | I      | 17° ↓              |
| 1991-92   | 2° Bundesliga                | II     | 1° ↑               |
| 1992-93   | Bundesliga                   | I      | 17° ↓              |
| 1993-94   | 2° Bundesliga                | II     | 2° ↑               |
| 1994-95   | Bundesliga                   | I      | 15°                |
| 1995-96   | Bundesliga                   | I      | 18° ↓              |
| 1996-97   | 2° Bundesliga                | II     | 9°                 |
| 1997-98   | 2° Bundesliga                | II     | 13°                |
| 1998-99   | 2° Bundesliga                | II     | 16° ↓              |
| 1999-00   | Regionalliga                 | III    | 11°                |
| 2000-01   | Regionalliga                 | III    | 12°                |
| 2001-02   | Regionalliga                 | III    | 5°                 |
| 2002-03   | Regionalliga                 | III    | 10°                |
| 2003-04   | Regionalliga                 | III    | 7°                 |
| 2004-05   | Regionalliga                 | III    | 9° ↓ (insolvência) |
| 2005-06   | Oberliga Nordhein            | IV     | 11°                |
| 2006-07   | Oberliga Nordhein            | IV     | 10°                |
| 2007-08   | Oberliga Nordhein            | IV     | 13° ↓              |
| 2008-09   | Verbandsliga Niederrhein     | VI     | 8°                 |
| 2009-10   | Verbandsliga Niederrhein     | VI     | 3°                 |
| 2010-11   | Verbandsliga Niederrhein     | VI     | 1° ↑               |
| 2011-12   | Nordrhein-Westfalen-Liga (V) | V      | 8°                 |

## Fonte
- Grüne, Hardy (2001). Vereinslexikon. Kassel: AGON Sportverlag ISBN 3-89784-147-9